# トマス・アーチャー (初代アーチャー男爵)
初代アーチャー男爵トマス・アーチャー（英語: Thomas Archer, 1st Baron Archer、1695年7月21日 – 1768年10月19日）は、グレートブリテン王国の政治家、貴族。ホイッグ党に所属し、1735年から1747年まで庶民院議員を務めた。弟に庶民院議員ヘンリー・アーチャーがいる。

## 生涯
アンドルー・アーチャーと妻エリザベス（Elizabeth、旧姓ダッシュウッド（Dashwood）、サー・サミュエル・ダッシュウッドの娘）の長男として、1695年7月21日にウォリックシャーのノールで生まれた。弟に庶民院議員ヘンリー・アーチャーがいる。1712年7月25日、オックスフォード大学トリニティ・カレッジに入学した。
1726年8月11日、キャサリン・ティッピング（Catherine Tipping、1754年7月20日没、初代準男爵サー・トマス・ティッピングの娘）と結婚、1男2女をもうけた。キャサリンは裕福な相続人であり、アーチャーはこの資金を元手に議会選挙への影響力を得た。
- キャサリン（Catherine、1790年8月12日没） - 1750年8月11日、第4代プリマス伯爵アザー・ルイス・ウィンザーと結婚、子供あり[5]
- アン（1775年6月20日没） - 1756年3月13日、エドワード・ガース＝ターナー（英語版）（後の初代ウィンタートン男爵、初代ウィンタートン伯爵）と結婚、子供あり[6]
- アンドルー（1736年7月29日 – 1778年4月18日/25日） - 第2代アーチャー男爵[7]

1734年イギリス総選挙で弟とともにウォリック選挙区から出馬、それぞれ228票と219票（得票数3位と4位）でトーリー党候補に敗れたが、選挙申し立ての末1735年2月にアーチャー兄弟の逆転当選が宣告された。議会では首相ロバート・ウォルポールを支持し、1741年イギリス総選挙でブランバー選挙区に鞍替えして、無投票で再選した。ブランバー選挙区は初代準男爵サー・ヘンリー・ゴフが掌握していたが、ゴフは1741年の総選挙で議席をアーチャーに譲り、以降アーチャーはブランバー選挙区の2議席を租借した。アーチャーは同年末までにウォルポールを見捨てて野党に転じたが、1742年初にウォルポール内閣が崩壊すると与党に転じた。1741年12月31日に父が死去すると、その遺産を継承した。

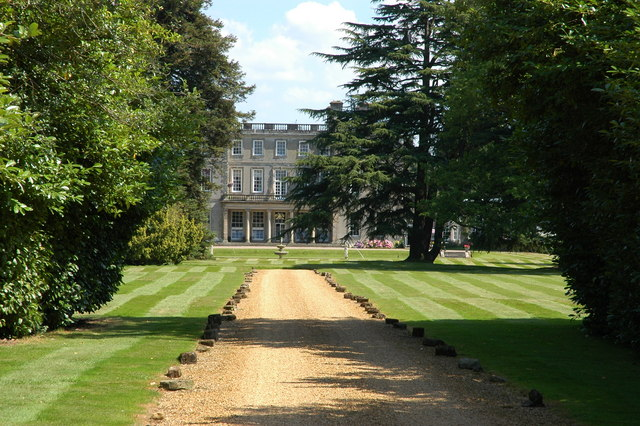
アーチャー家が所有したアンバースレイド・ホール、2007年撮影。

1747年イギリス総選挙で政府にブランバー選挙区の2議席を指名させ、自身が庶民院議員を退任する代償として同年7月14日にグレートブリテン貴族であるウォリックシャーにおけるアンバースレイドのアーチャー男爵に叙された。ブランバー選挙区とウォリック選挙区のほかにはコヴェントリー選挙区でも1議席への影響力を有した。
1750年3月から1753年5月までフリントシャー首席治安判事を務め、1757年にコヴェントリー市裁判所判事（recorder）を務めた。
1768年10月19日にピアゴで死去、11月3日にタンワースで埋葬された。息子アンドルーが爵位を継承した。